# 基隆市文化局
基隆市文化局是基隆市政府所屬機關，為基隆市文化事務專責機關，本部位於基隆文化中心。

## 歷史

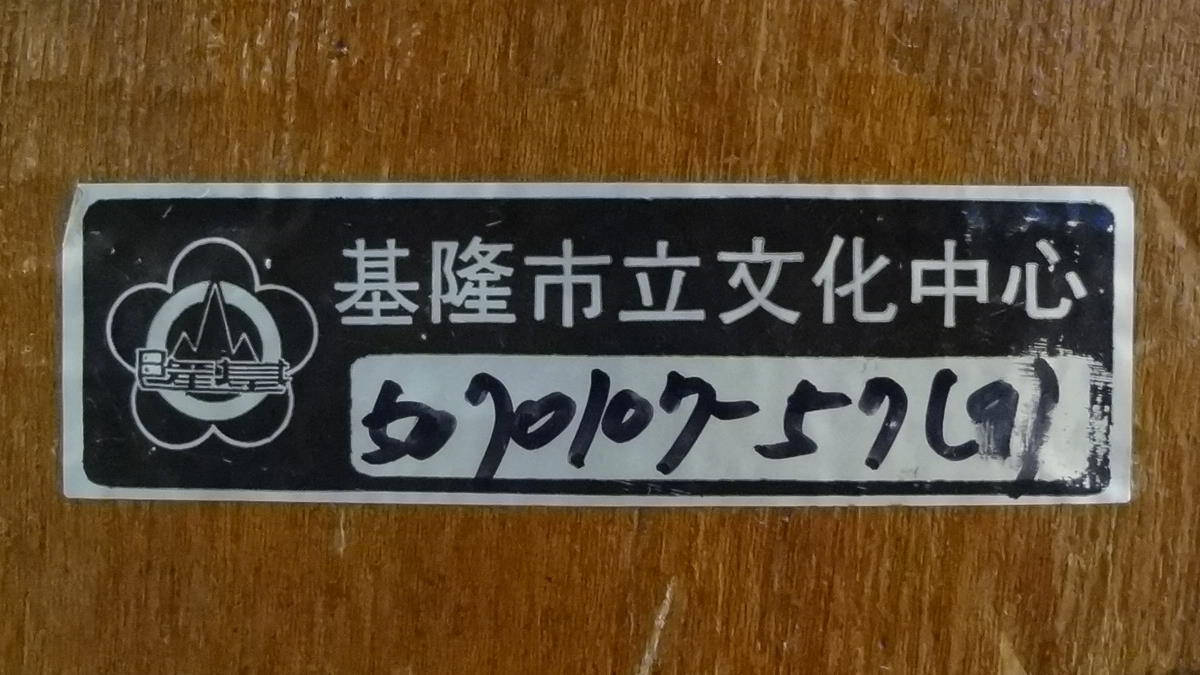
基隆市立文化中心財產標籤

1984年7月，基隆市政府成立「基隆市立文化中心籌備處」，負責籌建基隆市立文化中心；原「基隆市立圖書館」與「民俗文物館」之人員、館舍裁併，歸屬基隆市立文化中心籌備處管轄。1985年8月27日，基隆市立文化中心落成啟用。
2004年12月1日，基隆市立文化中心改制為基隆市文化局，成為臺灣本島最晚設置的縣市級文化局；原基隆市立文化中心館舍則改名為基隆文化中心。
2024年7月1日，因應基隆市政府組織調整，基隆市文化局更名為基隆市文化觀光局，局本部仍設於基隆文化中心。

## 組織

### 局內單位
- 圖書資訊科
- 表演藝術科
- 視覺藝術科
- 文化發展科
- 文化資產科
- 文化設施科
- 行政科
- 會計室
- 人事室
- 政風室

## 外部鏈結
- 基隆市文化局 （页面存档备份，存于）
- 基隆市文化局的Facebook專頁